# Österreichische Eishockey-Liga 2005/06
Die Österreichische Eishockeyliga 2005/2006 begann am 22. September 2005 und endete am 2. April 2006. Titelverteidiger waren die Vienna Capitals, neuer Österreichischer Meister wurde jedoch zum sechsten Mal der EC VSV. Dieser konnte sich im Finale gegen den EC Red Bull Salzburg durchsetzen, der nach dem Grunddurchgang noch geführt hatte.

## Im Vorfeld

### Teilnehmer
Es nahmen dieselben sieben Vereine wie in der vorangegangenen Saison teil. Der EHC Linz war neu gegründet worden, nachdem im Juni 2005 ein Konkursverfahren über den ursprünglichen Club eröffnet worden war.
| Team                  | Vorsaison     | Trainer                                                                 |
| --------------------- | ------------- | ----------------------------------------------------------------------- |
| Vienna Capitals       | Meister       | Jim Boni                                                                |
| EC KAC                | Vizemeister   | Mats Waltin (bis 31. Oktober 2005) Kevin Primeau (ab 6. November 2005)  |
| HC Innsbruck          | Halbfinal-Out | Alan Haworth                                                            |
| EC VSV                | Halbfinal-Out | Greg Holst                                                              |
| EC Graz 99ers         | Rang 5        | Mike Zettel (bis 23. November 2005) Bill Stewart (ab 27. November 2005) |
| EHC Liwest Linz       | Rang 6        | Kurt Harand Mike Zettel (ab 20. Februar 2006)                           |
| EC Red Bulls Salzburg | Rang 7        | Hardy Nilsson                                                           |

### Modus
Im Grunddurchgang wurden nach einer doppelten Hin- und Rückrunde die bis dahin erzielten Punkte halbiert (Punkteteilung), danach wurde noch eine weitere doppelte Hin- und Rückrunde ausgetragen. Für einen Sieg in regulärer Spielzeit gab es zwei Punkte. Bei einem Unentschieden nach sechzig Minuten wurde eine 5-minütige Overtime ausgetragen. Gab es auch danach keinen Sieger, wurde dieser in einem Penaltyschießen ermittelt. Der Sieger erhielt dann zwei, der unterlegene Gegner einen Punkt. Die besten vier Vereine qualifizieren sich für das Halbfinale, das wie das anschließende Finale im Best of seven-Modus ausgetragen wurde.

#### Zeitplan
- Grunddurchgang: 23. September 2005 bis 3. März 2006
- Halbfinale (Best-of-Seven): 5. März bis 19. März 2006
- Finale (Best of Seven): 21. März bis 4. April 2006

## Grunddurchgang
Die erste Hälfte des Grunddurchgangs wurde vom EC VSV und dem HC Innsbruck dominiert. Hatten sich die Villacher zunächst mit vier Siegen zum Auftakt an der Spitze platziert, so wurden sie dort nach dem ersten Durchgang von den Innsbruckern abgelöst, die zwischenzeitlich einen Vorsprung von fünf Punkten auf den zweiten Rang hatten herausspielen können. Umgekehrt bildete zunächst der EC KAC das Schlusslicht, da die ersten sechs Partien verloren gingen. Erst nach und nach folgten einige Siege, während die 99ers, geplagt vom Verletzungspech, mehr und mehr zurückfielen und schließlich im Verlauf einer acht Spiele andauernden Niederlagenserie auf dem letzten Platz zu liegen kamen. Die übrigen Mannschaften blieben im Mittelfeld nahe beieinander und behielten engen Kontakt zur Führungsgruppe.
Mit der Punkteteilung rückte das Feld wieder auf neun Punkte zusammen, aber die Trends setzten sich fort. Während die Innsbrucker im Dezember in ihren Leistungen einbrachen und von den Salzburgern an der Tabellenspitze abgelöst wurden, hatte auch der VSV mit einem kleinen Zwischentief zu kämpfen, das ein wenig Abstand zur Spitze entstehen ließ. Die Leistungen der Villacher stabilisierten sich aber schnell, sodass gegen Ende der Hauptrunde Villach und Salzburg sich mit deutlichem Abstand um den ersten Platz duellierten, der schließlich mit zwei Punkten Differenz an Salzburg ging.
Im Mittelfeld wendete sich das Blatt mit Fortgang der Meisterschaft. Der EC KAC hatte sich inzwischen ein wenig stabilisiert und kämpfte sich zusammen mit den Capitals, die nach einer Unserie mit nur einem Sieg aus sieben Spielen weit zurückgefallen waren, in der Tabelle wieder an die Playoff-Ränge heran. In den letzten Runden zeichnete sich ein Kampf unter vier Mannschaften ab: Wien, Klagenfurt, Linz und Innsbruck lagen schließlich sehr nahe beieinander, da die beiden Letzteren sich mit einigen unnötigen Niederlagen in Schwierigkeiten gebracht hatten. Die Capitals konnten ihre letzten beiden Spiele gewinnen und sich auf Rang vier retten. Punktegleich eroberte Innsbruck nach einem Heimsieg gegen Salzburg im letzten Spiel den dritten Platz. Das parallel stattfindende Spiel zwischen dem KAC und Linz, die beide auf Schützenhilfe durch Salzburg gehofft hatten, ging zwar an den KAC, blieb aber in der Folge im Kampf um die Playoff-Plätze ohne Wert.
Als einzige Mannschaft hatte Salzburg eine positive Bilanz gegen alle Gegner aufzuweisen. Das genaue Gegenteil stellten die Graz 99ers dar, denen dies bei keiner anderen Mannschaft gelungen war. Die Grazer hatten auch die gesamte zweite Hälfte des Grunddurchgangs mit einem uneinholbaren Rückstand zu kämpfen und fanden trotz zweier Trainerwechsel nie zu ihrer Form. Verletzungen taten ein Übriges. Nur neun von 28 Partien in der zweiten Meisterschaftshälfte konnten gewonnen werden, wobei es nach der Saison zu ernsthaften Diskussionen darüber kam, ob die 99ers ein weiteres Mal in der Bundesliga antreten würden.

### Besondere Ereignisse während des Grunddurchgangs

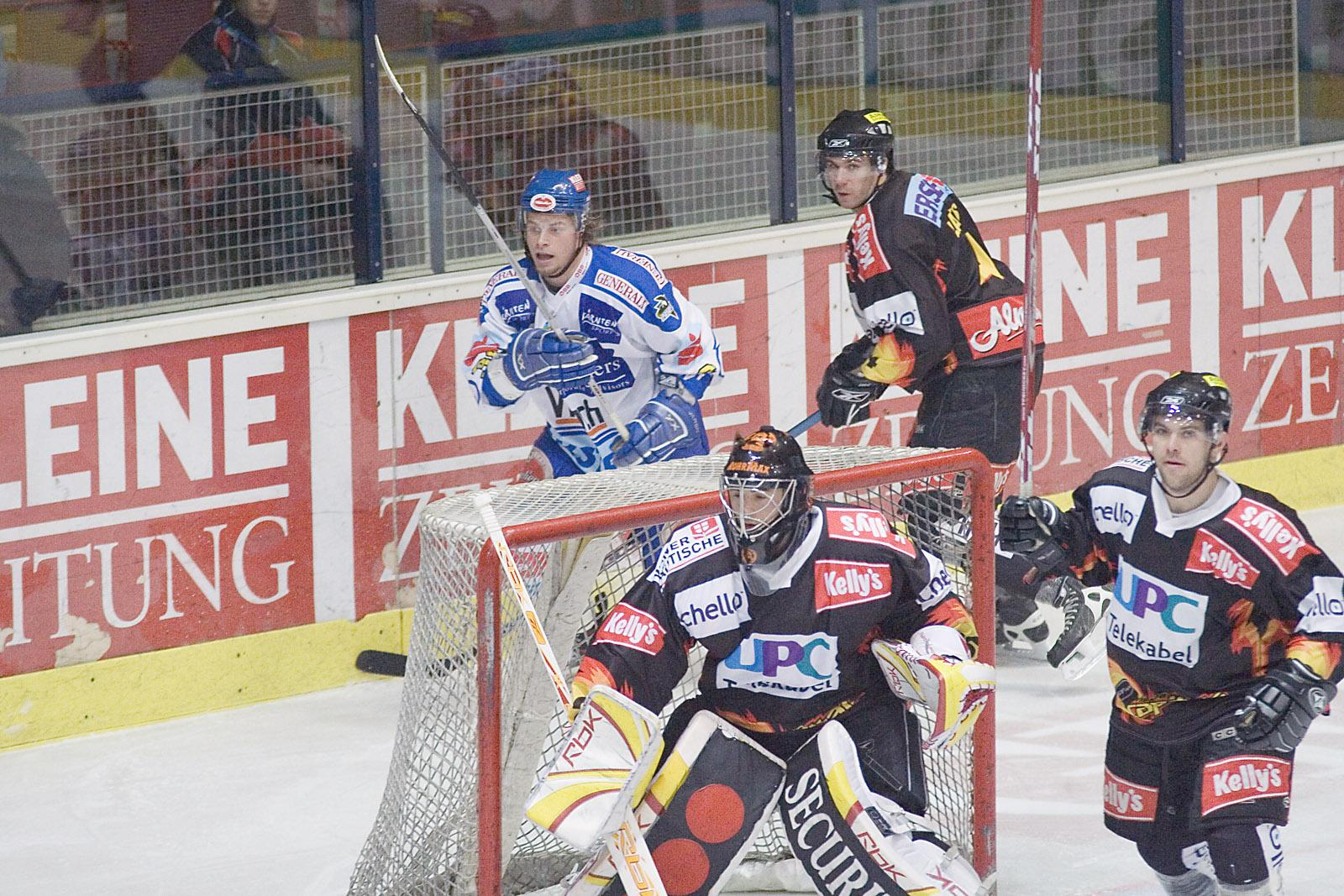
Das letzte Spiel des Grunddurchganges zwischen dem EC VSV und den Vienna Capitals zog viele Diskussionen nach sich

- In der vorletzten Runde kam es zu einem besonderen Kuriosum: das Spiel Vienna Capitals gegen EC VSV ging ins Penaltyschießen – beim Stand von 2:1 für die Wiener trat aber der falsche Villacher an (vermutlich hatte der Linienrichter die falschen Schützen notiert), weswegen der Schiedsrichter den Treffer annullierte und die Wiener zum Sieger erklärte. Da für diesen Fall keine eindeutigen Bestimmungen bestehen, und die Lage zusätzlich dadurch verschärft wurde, dass zu diesem Zeitpunkt noch vier Vereine (u. a. die Capitals) um die verbleibenden zwei Playoffplätze spielten, kam es zu starken Protesten der anderen Vereine. Der VSV war zu diesem Zeitpunkt bereits fix für das Playoff qualifiziert. Der Verband beschloss die Neuaustragung des gesamten Penaltyschießens. Gegen diese Entscheidung erwirkten wiederum die Wiener vor einem Zivilgericht eine einstweilige Verfügung, aufgrund derer die Villacher, die schon am Weg nach Wien waren, wieder umkehren mussten. Nach neuerlicher Prüfung durch den Verband wurde beschlossen, das Penaltyschießen beim Stand von 2:1 für Wien weiterzuführen, und zwar in der ursprünglich festgelegten Reihenfolge. Dieses wurde am 2. März vor ca. 1500 Zusehern in der Albert-Schultz-Halle ausgetragen. Günther Lanzinger trat gegen den Wiener Torhüter Jürgen Penker an und verschoss den Penalty, wodurch die Capitals endgültig zum Sieger erklärt wurden und durch den Zusatzpunkt den Einzug in die Play-offs fixierten.
- Im Laufe der Saison wechselten drei der sieben Teams den Trainer: der EC KAC entließ den Schweden Mats Waltin und engagierte an seiner Stelle Kevin Primeau. Im November verpflichteten die Graz 99ers Bill Stewart anstelle von Mike Zettel, und kurz vor Ende des Grunddurchganges beurlaubten die Blackwings Linz mit Trainer Kurt Harand den einzigen österreichischen Bundesligatrainer. Verpflichtet wurde der von den Grazern entlassene Mike Zettel, der den Linzern aber auch nicht mehr zu einem Playoff Platz verhelfen konnte. Für die nächste Saison verpflichteten die Linzer Bill Stewart, wodurch die kuriose Situation entstand, dass Mike Zettel gleich zweimal in einer Saison durch Bill Stewart ersetzt wurde.
- Eine Besonderheit gelang KAC-Torhüter Andrew Verner am 27. Jänner 2006 im Spiel gegen den HC Innsbruck: er erzielte in der 60. Minute das Tor zum 4:2, nachdem die Innsbrucker ihren Torhüter Claus Dalpiaz vom Eis genommen hatten.
- Der sensationellste Transfer des Jahres gelang den Red Bulls Salzburg mit der Verpflichtung des lettischen Nationaltorhüters Artūrs Irbe, der im Dezember den Schweden Björn Bjurling ablöste.
- Im Dezember musste das Spiel Graz 99ers gegen Red Bulls Salzburg mit 5:0 zugunsten der Salzburger strafverifiziert werden, da die Grazer aufgrund von über 10 verletzten Spielern nicht in der Lage waren, zum Spiel anzutreten und die Salzburger nicht zu einer Verschiebung bereit waren.
- In der Geschichte des Kärntner Eishockey-Derbys gab es zum ersten Mal seit der Saison 1979/80, damals für den EC KAC, wieder eine Perfect Season einer Mannschaft: der spätere Meister EC VSV konnte alle acht Begegnungen mit dem Lokalrivalen EC KAC im Grunddurchgang für sich entscheiden, auch wenn die letzten vier Spiele jeweils erst im Penaltyschießen ihren Sieger fanden. Diese acht Spiele waren Teil einer 17 Spiele andauernden Serie, die bis heute einen Rekord in der Derbygeschichte darstellt.

### Tabelle nach den Grunddurchgang
| Platz | Team               | SP | S  | N  | SNV | NNV | T   | GT  | TVH | PKT |
| ----- | ------------------ | -- | -- | -- | --- | --- | --- | --- | --- | --- |
| 1     | Red Bulls Salzburg | 48 | 23 | 13 | 6   | 6   | 177 | 140 | +37 | 49  |
| 2     | EC VSV             | 48 | 21 | 14 | 6   | 7   | 149 | 125 | +24 | 47  |
| 3     | HC Innsbruck       | 48 | 22 | 17 | 4   | 5   | 160 | 147 | +13 | 40  |
| 4     | Vienna Capitals    | 48 | 21 | 20 | 4   | 3   | 173 | 163 | +10 | 40  |
| 5     | EC KAC             | 48 | 17 | 20 | 5   | 6   | 136 | 153 | −17 | 39  |
| 6     | EHC Linz           | 48 | 17 | 19 | 7   | 5   | 141 | 156 | −15 | 38  |
| 7     | EC Graz 99ers      | 48 | 9  | 27 | 6   | 6   | 119 | 171 | −52 | 28  |

### Statistiken

#### Topscorer
|            | Spieler          | Team      | GP | G  | A  | PTS | PIM | +/− | PPG | PPA | SHG | SHA | GWG |
| ---------- | ---------------- | --------- | -- | -- | -- | --- | --- | --- | --- | --- | --- | --- | --- |
| Kanada     | Todd Elik        | Innsbruck | 48 | 21 | 53 | 74  | 150 | +19 | 9   | 18  | 2   | 4   | 2   |
| Kanada     | Daniel Gauthier  | VSV       | 48 | 20 | 52 | 72  | 24  | +11 | 4   | 25  | 4   | 2   | 3   |
| Osterreich | Oliver Setzinger | Capitals  | 45 | 32 | 38 | 70  | 98  | +18 | 7   | 16  | 6   | 0   | 6   |
| Kanada     | Dany Bousquet    | VSV       | 45 | 36 | 32 | 68  | 77  | +11 | 14  | 11  | 3   | 3   | 3   |
| Kanada     | James Desmarais  | Innsbruck | 48 | 32 | 34 | 66  | 99  | +16 | 8   | 12  | 4   | 0   | 4   |
| Kanada     | Chad Hinz        | KAC       | 48 | 25 | 37 | 62  | 30  | +18 | 6   | 17  | 2   | 2   | 7   |
| Kanada     | Dave Chyzowski   | Linz      | 48 | 25 | 36 | 61  | 100 | +5  | 5   | 15  | 3   | 1   | 6   |
| Kanada     | Bob Wren         | Capitals  | 42 | 22 | 38 | 60  | 110 | +9  | 6   | 17  | 0   | 1   | 4   |
| Kanada     | Mike Craig       | Capitals  | 47 | 25 | 34 | 59  | 103 | +11 | 7   | 11  | 0   | 2   | 4   |
| Kanada     | Anthony Iob      | KAC       | 41 | 24 | 35 | 59  | 84  | +11 | 7   | 12  | 4   | 4   | 5   |

Legende:
GP = Spiele, G = Tore, A = Assists, PTS = Scorerpunkte, +/- = Plusminuswert, PIM = Strafminuten, PPG = Powerplaytore, PPA = Powerplayassists, SHG = Unterzahltore, SHA = Unterzahlassists, GWG = Siegestore

#### Torhüter
|                    | Spieler             | Team      | GP | GPI | MIP  | SOG  | SVS  | GA  | SVS%  | GAA  | SO | W  | L  | OTL |
| ------------------ | ------------------- | --------- | -- | --- | ---- | ---- | ---- | --- | ----- | ---- | -- | -- | -- | --- |
| Osterreich         | Gert Prohaska       | VSV       | 48 | 41  | 2497 | 1406 | 1308 | 98  | 93,03 | 2,36 | 5  | 26 | 10 | 5   |
| Osterreich         | Walter Bartholomäus | Capitals  | 48 | 30  | 1634 | 964  | 885  | 79  | 91,80 | 2,90 | 1  | 14 | 12 | 1   |
| Kanada             | Andrew Verner       | KAC       | 36 | 36  | 2066 | 1227 | 1126 | 101 | 91,77 | 2,93 | 4  | 16 | 13 | 6   |
| Lettland           | Artūrs Irbe         | Salzburg  | 17 | 17  | 1009 | 409  | 374  | 35  | 91,44 | 2,08 | 2  | 11 | 3  | 2   |
| Osterreich         | Claus Dalpiaz       | Innsbruck | 46 | 43  | 2569 | 1282 | 1162 | 120 | 90,64 | 2,80 | 1  | 25 | 14 | 4   |
| Kanada             | Jeff Maund          | Capitals  | 23 | 14  | 790  | 497  | 449  | 48  | 90,34 | 3,65 | 0  | 6  | 6  | 1   |
| Tschechien         | Pavel Nešťák        | Linz      | 48 | 47  | 2819 | 1480 | 1331 | 149 | 89,93 | 3,17 | 6  | 23 | 19 | 5   |
| Vereinigte Staaten | Scott Fankhouser    | 99ers     | 47 | 47  | 2807 | 1548 | 1389 | 159 | 89,73 | 3,40 | 3  | 15 | 26 | 6   |
| Osterreich         | Hannes Enzenhofer   | KAC       | 47 | 16  | 844  | 456  | 409  | 47  | 89,69 | 3,34 | 0  | 6  | 7  | 0   |
| Schweden           | Björn Bjurling      | Salzburg  | 23 | 23  | 1363 | 663  | 585  | 78  | 88,24 | 3,43 | 1  | 12 | 6  | 4   |

Legende:
GP = Spiele, GPI = tatsächliche Einsätze, MIP = Spielminuten, GA = Gegentore, GAA = Gegentorschnitt je 60 Minuten, SOG = Torschüsse, SVS = gehaltene Schüsse, SVS% = Fangquote, SO = Shutouts, W = Siege, L = Niederlagen, OTL = Niederlagen nach Verlängerung oder Penaltyschießen

## Playoffs

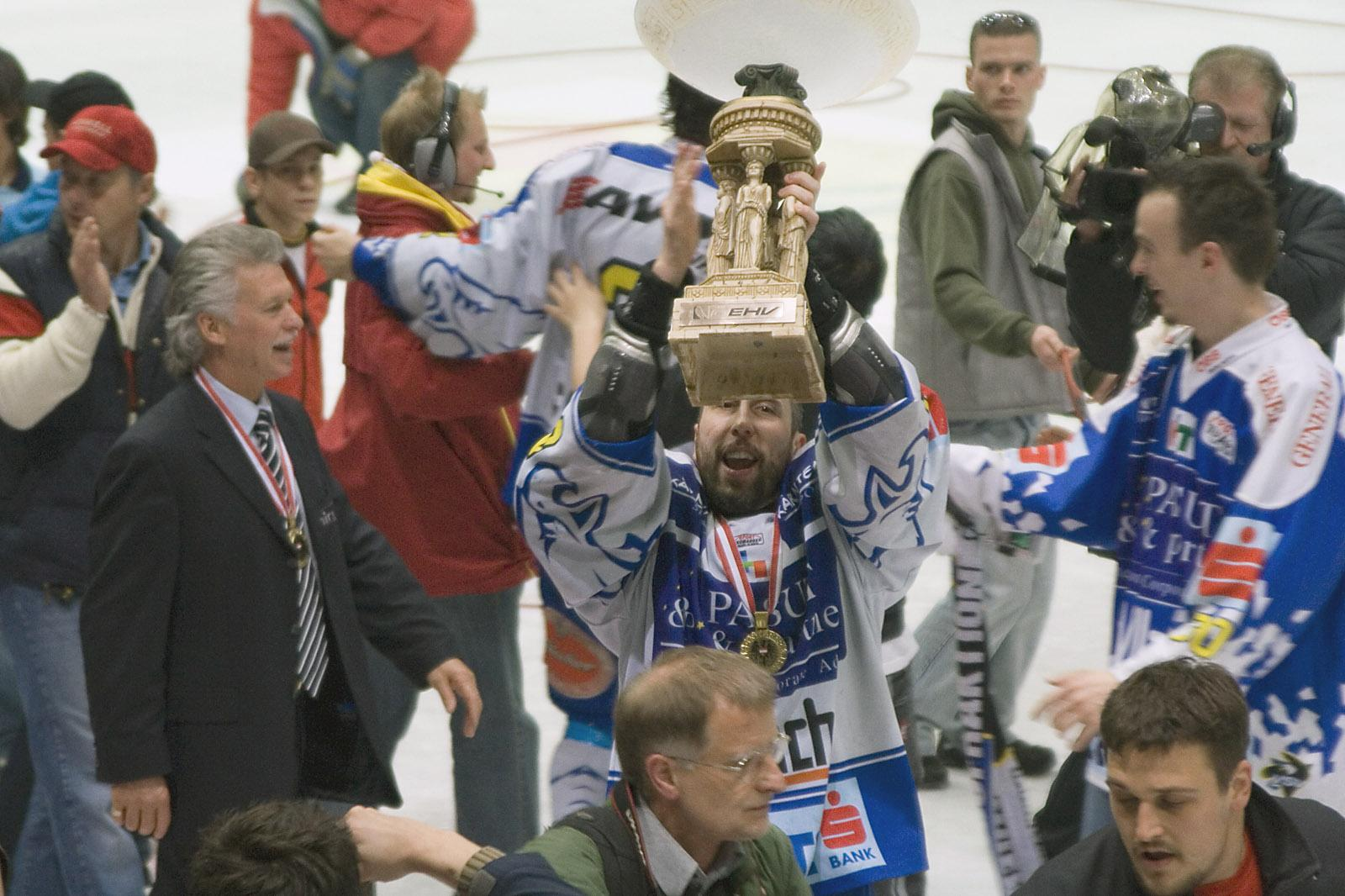
Dany Bousquet mit Meisterpokal. Er erzielte in dieser Saison 47 Tore. Links: Greg Holst mit der Meistermedaille.

### Playoff-Baum
|  | Halbfinale | Halbfinale           | Halbfinale |  |  | Finale | Finale               | Finale |
|  |            |                      |            |  |  |        |                      |        |
|  |            |                      |            |  |  |        |                      |        |
|  | 1          | EC Red Bull Salzburg | 4          |  |  |        |                      |        |
|  | 4          | Vienna Capitals      | 1          |  |  |        |                      |        |
|  |            |                      |            |  |  | 1      | EC Red Bull Salzburg | 2      |
|  |            |                      |            |  |  | 2      | EC VSV               | 4      |
|  | 2          | EC VSV               | 4          |  |  |        |                      |        |
|  | 4          | HC Innsbruck         | 3          |  |  |        |                      |        |
|  |            |                      |            |  |  |        |                      |        |

### Halbfinale

#### Serie EC Red Bull Salzburg – Vienna Capitals
Die Serie des EC Red Bull Salzburg gegen die Vienna Capitals stellte im Nachhinein für die Wiener den Auftakt zu einer Unserie dar, die sich über die nächsten vier Jahre hinziehen und jedes Jahr wieder das Halbfinal-Out gegen die Salzburger bedeuten sollte. Bereits im ersten Spiel gelang Salzburg mit einem ungefährdeten 6:1-Heimsieg die Führung in der Serie. Im zweiten Spiel liefen die Wiener bis in den Schlussabschnitt einem knappen Rückstand nach, konnten aber in der 48. Minute das erlösende 2:2 erzielen. Salzburg spielte sich aber postwendend wieder in Führung und brachte den knappen Vorsprung schließlich über die Zeit.
Das dritte Spiel endete mit 6:3 für die Red Bulls Salzburg, wurde aber strafverifiziert, da den Salzburgern beim Legionärswechsel von Darby Hendrickson zu Patrick Thoresen ein Formalfehler unterlaufen war, und der Norweger daher nicht spielberechtigt gewesen wäre. Diese Entscheidung, die bei den Capitals noch einmal kurzzeitig Hoffnung aufkeinem ließ, wurde aber bereits im folgenden Spiel wieder zunichtegemacht. Nachdem das Spiel bis zum Ende des zweiten Drittels sehr knapp verlaufen war, wobei Salzburg dennoch mit einem Tor in Führung gelegen hatte, entschieden zwei schnelle Tore zu Beginn des Schlussdrittels das vierte Spiel dann doch zugunsten der Bullen.
Im entscheidenden Spiel Salzburg zogen die Hausherren in den ersten vierzig Minuten auf 4:0 davon. Die Wiener konnten nur noch durch einen Treffer von Oliver Setzinger das Ergebnis korrigieren und schieden so mit 1:4, aber ohne wirklichen Sieg aus der Serie aus.
| Halbfinale: EC Red Bull Salzburg (1) – Vienna Capitals (4) | Halbfinale: EC Red Bull Salzburg (1) – Vienna Capitals (4) | Halbfinale: EC Red Bull Salzburg (1) – Vienna Capitals (4)                                                                                                | Halbfinale: EC Red Bull Salzburg (1) – Vienna Capitals (4) |
| ---------------------------------------------------------- | --- | --- | --- |
| 5. März 2006 Volksgarten-Arena 3.000 Zuschauer             | EC Red Bull Salzburg B. Henry (08:52, Powerplay, J. Lind, F. Banham), 1:0 A. Lakos (20:21, Powerplay, M. Trattnig), 2:1 F. Banham (23:00, Powerplay, Marco Pewal, G. Artursson), 3:1 Martin Pewal (26:56, Powerplay, A. Lakos, M. Grabher-Meier), 4:1 D. Kalt (37:31, M. Trattnig), 5:1 T. Auer (52:56, Powerplay, M. Trattnig, D. Kalt), 6:1 | 6:1 (1:1, 4:0, 1:0) Strafminuten: 26:86 Torhüter: A. Irbe (Salzburg, 60 Min., 26 Schüsse, 1 Tor) J. Penker (Capitals, 34 Schüsse, 6 Tore)                 | Vienna Capitals 1:1, P. Lakos (17:32, G. Ressmann) |
| 7. März 2006 Albert-Schultz-Halle 4.200 Zuschauer          | Vienna Capitals M. Craig (22:37, B. Wren, O. Setzinger), 1:2 O. Setzinger (47:45, K. Mitchell, B. Wren), 2:2 | 2:3 (0:2, 1:0, 1:1) Strafminuten: 45:18 Torhüter: W. Bartholomäus (Capitals, 60 Min., 28 Schüsse, 3 Tore) A. Irbe (Salzburg, 60 Min., 26 Schüsse, 2 Tore) | EC Red Bull Salzburg 0:1, J. Lind (02:24, F. Banham, Marco Pewal) 0:2, B. Henry (08:20, Powerplay, Marco Pewal, A. Lakos) 2:3, A. Lakos (51:20, Marco Pewal, F. Banham) |
| 9. März 2006 Volksgarten-Arena 3.200 Zuschauer             | EC Red Bull Salzburg | 0:5 Strafverifiziert Ursprüngliches Ergebnis: 6:3 | Vienna Capitals |
| 12. März 2006 Albert-Schultz-Halle                         | Vienna Capitals O. Setzinger (26:12, Penaltyschuss), 1:2 M. Craig (28:56, O. Setzinger, B. Wren), 2:2 O. Setzinger (53:05, B. Wren, M. Latusa), 3:5 | 3:5 (0:1, 2:2, 1:2) Strafminuten: 28:20 Torhüter: W. Bartholomäus (Capitals, 60 Min., 47 Schüsse, 5 Tore) A. Irbe (Salzburg, 60 Min., 30 Schüsse, 3 Tore) | EC Red Bull Salzburg 0:1, Marco Pewal (11:10, A. Lakos, B. Henry) 0:2, D. Kalt (23:47, Powerplay, P. Thoresen, G. Artursson) 2:3, D. Kalt (39:00, Powerplay, P. Thoresen, D. Kalt) 2:4, M. Trattnig (42:57, P. Thoresen, D. Kalt) 2:5, J. Lind (46:46, Marco Pewal, A. Lakos) |
| 14. März 2006 Volksgarten-Arena 3.200 Zuschauer            | EC Red Bull Salzburg Marco Pewal (00:29, F. Banham, A. Lakos), 1:0 J. Lind (18:23, Powerplay, B. Henry, Marco Pewal), 2:0 F. Banham (25:37, Powerplay, Marco Pewal, J. Lind), 3:0 M. Trattnig (38:52, P. Thoresen, D. Kalt), 4:0 | 4:1 (2:0, 2:0, 0:1) Strafminuten:14:16 Torhüter: A. Irbe (Salzburg, 60 Min., 20 Schüsse, 1 Tor) J. Penker (Capitals, 60 Min., 33 Schüsse, 4 Tore)         | Vienna Capitals 4:1, O. Setzinger (44:51, B. Wren, D. Werenka) |
| Der EC Red Bull Salzburg gewinnt die Serie mit 4:1 Siegen. | | | |

#### Serie EC VSV – HC Innsbruck
Die zweite Halbfinalserie zwischen dem EC VSV und dem HC Innsbruck verlief wesentlich knapper. Den Villachern gelang zwar in der ersten Runde ein ungefährdeter Sieg auf eigenem Eis, aber die Innsbrucker konnten in einem hart umkämpften Spiel mit wechselnden Torerfolgen und insgesamt 100 ausgesprochenen Strafminuten den Ausgleich in der Serie herstellen. Die dritte Begegnung brachte den Innsbruckern eine frühe Führung, die jedoch vom VSV schnell egalisiert und schließlich zu einem deutlichen 4:1-Heimerfolg umgedreht wurde. Spiel vier geriet zu einem Desaster für Innsbruck. Nachdem Villach nach nur zwei Minuten und fünfzehn Sekunden in Führung gegangen war und diese auch noch ausbauen konnte, gelang zwar zwischenzeitlich der Anschlusstreffer, aber die sehr undisziplinierten Tiroler schwächten sich durch viele Strafen selbst und mussten schließlich eine deutliche Niederlage auf eigenem Eis hinnehmen, womit die Serie bereits frühzeitig entschieden schien.
Die Innsbrucker fanden aber unerwartet noch einmal in die Serie zurück und konnten mit einem Auswärtssieg in Villach, der aber erst in der Overtime fixiert werden konnte, den Anschluss in der Serie wahren. In einem äußerst knappen Heimspiel, bei dem der entscheidende Treffer erst drei Minuten vor Spielende fiel, erzwangen die Haie schließlich ein siebtes Spiel in der Serie. In diesem zeigte sich der EC VSV allerdings in bestechender Form und zog bereits zu Beginn des Mitteldrittels auf 4:2 davon. Als im Schlussdrittel statt des Anschlusstreffers das 5:2 fiel, war die Partie entschieden, wenngleich Innsbruck das Ergebnis noch ein wenig korrigieren konnte.
| Halbfinale: EC VSV (2) – HC Innsbruck (3)             | Halbfinale: EC VSV (2) – HC Innsbruck (3) | Halbfinale: EC VSV (2) – HC Innsbruck (3) | Halbfinale: EC VSV (2) – HC Innsbruck (3) |
| ----------------------------------------------------- | --- | --- | --- |
| 5. März 2006 Stadthalle Villach 2.000 Zuschauer       | EC VSV R. Kaspitz (10:34, W. Kromp, M. Stewart), 1:0 M. Brown (16:06, M. Peintner, M. Elick), 2:0 M. Peintner (17:16, Powerplay, M. Brown, M. Elick), 3:0 D. Bousquet (50:43, Powerplay, M. Brown, M. Elick), 4:1 W. Kromp (54:06, G. Lanzinger, M. Stewart), 5:1                                                        | 5:2 (3:0, 0:1, 2:1) Strafminuten: 14:24 Torhüter: G. Prohaska (VSV, 60 Min., 29 Schüsse, 2 Tore) C. Dalpiaz (Innsbruck, 60 Min., 32 Schüsse, 5 Tore)                                                    | HC Innsbruck 3:1, M. Hohenberger (30:15, Powerplay, T. Elik, T. Hansen) 5:2, L. Schwitzer (54:59, A. Pusnik) |
| 7. März 2006 Olympia-Halle Innsbruck 4.500 Zuschauer  | HC Innsbruck T. Elik (12:16, Powerplay, G. Unterluggauer, J. Desmarais), 1:0 G. Unterluggauer (28:09, T. Elik, T. Hansen), 2:2 J. Desmarais (32:28, Powerplay, M. Hohenberger, T. Elik), 3:2 M. Hohenberger (41:25, Powerplay, D. Cloutier, T. Elik), 4:2                                                                | 4:3 (1:0, 2:2, 1:1) Strafminuten: 49:51 Torhüter: C. Dalpiaz (Innsbruck, 15 Schüsse, 3 Tore) G. Prohaska (VSV, 59 Min., 51 Schüsse, 4 Tore)                                                             | EC VSV 1:1, G. Lanzinger (20:52, Powerplay, W. Kromp) 1:2, M. Peintner (22:53, M. Elick, W. Kromp) 4:3, G. Lanzinger (49:23, Powerplay, W. Kromp, D. Scoville)                                                                                     |
| 9. März 2006 Stadthalle Villach 4.000 Zuschauer       | EC VSV D. Bousquet (14:23, Powerplay, H. Hohenberger, M. Brown), 1:1 S. Roy (23:44, Shorthanded, A. Judex, H. Hohenberger), 2:1 D. Bousquet (28:54, M. Brown, S. Roy), 3:1 M. Stewart (35:04, Powerplay, G. Lanzinger, R. Kaspitz), 4:1                                                                                  | 4:1 (1:1, 3:0, 0:0) Strafminuten: 26:32 Torhüter: G. Prohaska (VSV, 60 Min., 23 Schüsse, 1 Tor) C. Dalpiaz (Innsbruck, 60 Min., 31 Schüsse, 4 Tore)                                                     | HC Innsbruck 0:1, T. Hansen (07:09, Powerplay, M. Hohenberger) |
| 12. März 2006 Olympia-Halle Innsbruck 6.000 Zuschauer | HC Innsbruck J. Desmarais (26:04, D. Periard, L. Schwitzer), 1:2 | 1:5 (0:2, 1:2, 0:1) Strafminuten: 43:6 Torhüter: C. Dalpiaz (Innsbruck, 38 Min., 24 Schüsse, 4 Tore) F. Gottardis (Innsbruck, 22 Min., 12 Schüsse, 1 Tor) G. Prohaska (VSV, 60 Min., 21 Schüsse, 1 Tor) | EC VSV 0:1, M. Stewart (02:15, W. Kromp) 0:2, S. Roy (13:08, D. Bousquet) 1:3, M. Brown (37:26, S. Roy, D. Bousquet) 1:4, T. Pfeffer (37:57, M. Peintner)                                                                                          |
| 14. März 2006 Stadthalle Villach 4.300 Zuschauer      | EC VSV M. Elick (56:56, Powerplay, D. Bousquet, M. Brown), 1:2 M. Brown (58:44, H. Hohenberger, S. Roy), 2:2 | 2:3 n. V. (0:0, 0:2, 2:0, 0:1) Strafminuten: 18:28 Torhüter: G. Prohaska (VSV, 63 Min., 25 Schüsse, 3 Tore) C. Dalpiaz (Innsbruck, 63 Min., 40 Schüsse, 2 Tore)                                         | HC Innsbruck 0:1, M. Hohenberger (32:20, A. Pusnik, D. Periard) 0:2, G. Unterluggauer (38:50, T. Elik, J. Desmarais) 2:3, J. Desmarais (62:46, Powerplay, T. Elik, M. Hohenberger)                                                                 |
| 16. März 2006 Olympia-Halle Innsbruck 5.500 Zuschauer | HC Innsbruck G. Unterluggauer (04:03, Powerplay, T. Elik, J. Desmarais), 1:0 M. Hohenberger (19:01, Powerplay, G. Unterluggauer, A. Pusnik), 2:1 A. Mellitzer (56:47, D. Cloutier, J. Desmarais), 3:2 | 3:2 (2:1, 0:0, 1:1) Strafminuten: 34:22 Torhüter: C. Dalpiaz (Innsbruck, 60 Min., 31 Schüsse, 2 Tore) G. Prohaska (VSV, 59 Min., 28 Schüsse, 3 Tore)                                                    | EC VSV 1:1, D. Bousquet (14:42, H. Hohenberger) 2:2, R. Kaspitz (51:47, G. Lanzinger) |
| 19. März 2006 Stadthalle Villach 4.700 Zuschauer      | EC VSV G. Lanzinger (03:16, Powerplay, R. Kaspitz, M. Stewart), 1:0 M. Peintner (10:03, N. Petrik, M. Oraze), 2:1 D. Bousquet (17:45, Powerplay, S. Roy, M. Elick), 3:2 D. Bousquet (26:41, Shorthanded, M. Stewart, S. Roy), 4:2 R. Kaspitz (46:01, M. Peintner, M. Elick), 5:2 D. Bousquet (51:28, Penaltyschuss), 6:3 | 6:4 (3:2, 1:0, 2:2) Strafminuten: 20:20 Torhüter: G. Prohaska (VSV, 60 Min., 48 Schüsse, 4 Tore) C. Dalpiaz (Innsbruck, 60 Min., 24 Schüsse, 6 Tore)                                                    | HC Innsbruck 1:1, D. Cloutier (08:17, T. Hansen, A. Pusnik) 2:2, G. Unterluggauer (11:30, Powerplay, T. Elik, J. Desmarais) 5:3, M. Hohenberger (47:21, T. Hansen, A. Mellitzer) 6:4, G. Unterluggauer (54:38, Powerplay, T. Elik, M. Hohenberger) |
| Der EC VSV gewinnt die Serie mit 4:3 Siegen.          | | | |

### Einzelergebnisse Finale
Zwischen den beiden Spitzenreitern der Hauptrunde entwickelte sich ein spannender Kampf um den Meistertitel. Gleich in der ersten Partie eroberte sich der EC VSV den Heimvorteil mit einem knappen 3:2-Auswärtssieg, bei dem das entscheidende Tor erst acht Minuten vor Schluss fiel. In der Folge stellte der EC VSV in der Serie auf 2:0, als die Mannschaft beim folgenden Heimspiel auf 3:0 davonzog, ehe den Salzburgern der erste Treffer gelang, der jedoch letzten Endes nur noch Ergebniskosmetik war. Salzburg fand jedoch souverän in die Serie zurück, als der lettische Torhüter Artūrs Irbe alle zwanzig von den Villachern abgefeuerten Schüsse abwehrte und seiner Mannschaft zu einem souveränen 3:0-Sieg verhalf. Auch die folgende Partie in Villach ging an Salzburg, das zunächst mit einem Doppelschlag auf 2:0 davonzog, den aber die Villacher ebenfalls mit einem Doppelschlag noch im ersten Drittel egalisierten. Nach der zwischenzeitlichen Führung glich aber Salzburg mit zwei weiteren Toren in der Serie aus.
Das fünfte Spiel der Serie bildete den Schlüssel zum Villacher Titelgewinn, als sich die Mannschaft praktisch ungefährdet auf fremdem Eis mit einem 6:2-Erfolg den Matchpuck sichern konnte. Das sechste und entscheidende Spiel geriet anschließend zum Nervenkrimi. Nachdem die Salzburger nach nur 59 Sekunden das erste Tor erzielt hatten, drehte Villach den Zwischenstand in der achtzehnten Minute mit einem Doppelschlag. Salzburg gelang im zweiten Drittel der Ausgleich, danach agierten beide Mannschaften äußerst defensiv. Ohne weitere Tore ging die Partie schließlich in die Overtime. Diese verlief bis auf einen Doppelausschluss ohne Strafen, jedoch mit vielen Chancen auf beiden Seiten, die jeweils von den herausragenden Torhütern entschärft werden konnten. Erst in der 78. Minute erzielte mit Dany Bousquet der Topscorer der Liga den entscheidenden Treffer und schoss so den EC VSV zu seinem sechsten Meistertitel.
| Finale: EC Red Bull Salzburg (1) – EC VSV (2)     | Finale: EC Red Bull Salzburg (1) – EC VSV (2) | Finale: EC Red Bull Salzburg (1) – EC VSV (2) | Finale: EC Red Bull Salzburg (1) – EC VSV (2) |
| ------------------------------------------------- | --- | --- | --- |
| 21. März 2006 Volksgarten-Arena 3.200 Zuschauer   | EC Red Bull Salzburg P. Thoresen (18:51, G. Artursson, V. Lindgren), 1:1 Marco Pewal (46:26, P. Harand, G. Artursson), 2:1                                                                | 2:3 (1:1, 0:0, 1:2) Strafminuten: 8:14 Torhüter: A. Irbe (Salzburg, 59 Min., 29 Schüsse, 3 Tore) G. Prohaska (VSV, 60 Min., 27 Schüsse, 2 Tore)             | EC VSV 0:1, M. Brown (14:12, T. Pfeffer, D. Bousquet) 2:2, M. Brown (51:36, M. Elick) 2:3, T. Pfeffer (52:14, M. Peintner) |
| 23. März 2006 Stadthalle Villach 4.500 Zuschauer  | EC VSV W. Kromp (26:03, R. Kaspitz, H. Hohenberger), 1:0 M. Brown (26:21, S. Roy, D. Bousquet), 2:0 D. Bousquet (33:35, M. Brown, S. Roy), 3:0 M. Brown (49:53, S. Roy, D. Bousquet), 4:1 | 4:1 (0:0, 3:0, 1:1) Strafminuten: 10:14 Torhüter: G. Prohaska (VSV, 60 Min., 25 Schüsse, 1 Tor) A. Irbe (Salzburg, 60 Min., 27 Schüsse, 4 Tore)             | EC Red Bull Salzburg 3:1, F. Banham (47:29, Marco Pewal) |
| 26. März 2006 Volksgarten-Arena 3.200 Zuschauer   | EC Red Bull Salzburg P. Thoresen (22:58, D. Kalt), 1:0 A. Lakos (26:02, P. Thoresen, J. Lind), 2:0 G. Artursson (34:49, F. Banham, P. Thoresen), 3:0                                      | 3:0 (0:0, 3:0, 0:0) Strafminuten: 22:20 Torhüter: A. Irbe (Salzburg, 60 Min., 20 Schüsse, 0 Tore) G. Prohaska (VSV, 60 Min., 25 Schüsse, 3 Tore)            | EC VSV Keine Tore |
| 28. März 2006 Stadthalle Villach 4.500 Zuschauer  | EC VSV D. Bousquet (16:32, Powerplay, S. Roy, H. Hohenberger), 1:2 G. Lanzinger (17:13, Powerplay, M. Stewart, D. Scoville), 2:2 D. Scoville (33:36, W. Kromp, G. Lanzinger), 3:2         | 3:4 (2:2, 1:0, 0:2) Strafminuten: 16:22 Torhüter: G. Prohaska (VSV, 59 Min., 39 Schüsse, 4 Tore) A. Irbe (Salzburg, 60 Min., 27 Schüsse, 3 Tore)            | EC Red Bull Salzburg 0:1, F. Banham (12:09, Powerplay, P. Thoresen, A. Lakos) 0:2, Martin Pewal (13:12, P. Harand, M. Ulrich) 3:3, P. Thoresen (43:09, J. Lind, F. Banham) 3:4, P. Thoresen (52:19, F. Banham, M. Trattnig)                                                                                      |
| 30. März 2006 Volksgarten-Arena 3.200 Zuschauer   | EC Red Bull Salzburg M. Trattnig (06:21, Powerplay, Marco Pewal), 1:0 Marco Pewal (28:45, Powerplay, G. Artursson), 2:3                                                                   | 2:6 (1:2, 1:2, 0:2) Strafminuten: 43:71 Torhüter: A. Irbe (Salzburg, 60 Min., 27 Schüsse, 6 Tore) G. Prohaska (VSV, 60 Min., 29 Schüsse, 2 Tore)            | EC VSV 1:1, G. Lanzinger (11:22, T. Pfeffer) 1:2, M. Peintner (18:22, D. Scoville) 1:3, D. Bousquet (27:28, Powerplay, M. Brown, M. Elick) 2:4, S. Roy (32:15, Powerplay, H. Hohenberger) 2:5, M. Stewart (43:37, Powerplay, D. Bousquet, S. Roy) 2:6, G. Lanzinger (55:47, Powerplay, M. Elick, H. Hohenberger) |
| 2. April 2006 Stadthalle Villach 4.500 Zuschauer  | EC VSV W. Kromp (17:28, R. Kaspitz, G. Lanzinger), 1:1 M. Peintner (17:41, N. Petrik, T. Pfeffer), 2:1 D. Bousquet (77:31, M. Elick, S. Roy), 3:2                                         | 3:2 n. V. (2:1, 0:1, 0:0, 1:0) Strafminuten: 12:14 Torhüter: G. Prohaska (VSV, 78 Min., 32 Schüsse, 2 Tore) A. Irbe (Salzburg, 78 Min., 47 Schüsse, 3 Tore) | EC Red Bull Salzburg 0:1, M. Ulrich (00:59, M. Trattnig, Marco Pewal) 2:2, F. Banham (27:22, A. Lakos) |
| Der EC VSV gewinnt die Finalserie mit 4:2 Siegen. | | | |

### Statistiken

#### Topscorer
|            | Spieler           | Team      | GP | G  | A  | PTS | PIM | +/− | PPG | PPA | SHG | SHA | GWG |
| ---------- | ----------------- | --------- | -- | -- | -- | --- | --- | --- | --- | --- | --- | --- | --- |
| Kanada     | Dany Bousquet     | VSV       | 13 | 11 | 7  | 18  | 10  | +5  | 5   | 2   | 1   | 0   | 2   |
| Kanada     | Stephané Roy      | VSV       | 11 | 4  | 11 | 15  | 10  | +7  | 2   | 3   | 1   | 1   | 2   |
| Kanada     | Marc Brown        | VSV       | 13 | 7  | 7  | 14  | 24  | +4  | 0   | 5   | 0   | 0   | 1   |
| Osterreich | Marco Pewal       | Salzburg  | 11 | 3  | 10 | 13  | 14  | +1  | 1   | 5   | 0   | 0   | 0   |
| Kanada     | Frank Banham      | Salzburg  | 11 | 5  | 7  | 12  | 10  | +5  | 3   | 1   | 0   | 0   | 0   |
| Kanada     | Mickey Elick      | VSV       | 13 | 1  | 11 | 12  | 14  | +6  | 1   | 6   | 0   | 0   | 0   |
| Osterreich | Günther Lanzinger | VSV       | 13 | 6  | 5  | 11  | 20  | +1  | 5   | 1   | 0   | 0   | 0   |
| Norwegen   | Patrick Thoresen  | Salzburg  | 9  | 4  | 7  | 11  | 12  | +6  | 0   | 3   | 0   | 0   | 2   |
| Osterreich | André Lakos       | Salzburg  | 11 | 3  | 7  | 10  | 2   | +3  | 1   | 3   | 0   | 0   | 2   |
| Kanada     | Todd Elik         | Innsbruck | 7  | 1  | 9  | 10  | 18  | −7  | 1   | 7   | 0   | 0   | 0   |

Legende:
GP = Spiele, G = Tore, A = Assists, PTS = Scorerpunkte, +/- = Plusminuswert, PIM = Strafminuten, PPG = Powerplaytore, PPA = Powerplayassists, SHG = Unterzahltore, SHA = Unterzahlassists, GWG = Siegestore

#### Torhüter
|            | Spieler             | Team      | GP | GPI | MIP | SOG | SVS | GA | SVS%  | GAA  | SO | W | L | OTL |
| ---------- | ------------------- | --------- | -- | --- | --- | --- | --- | -- | ----- | ---- | -- | - | - | --- |
| Osterreich | Gert Prohaska       | VSV       | 13 | 13  | 798 | 412 | 380 | 32 | 92,23 | 2,41 | 0  | 8 | 4 | 1   |
| Osterreich | Fabio Gottardis     | Innsbruck | 7  | 1   | 23  | 12  | 11  | 1  | 91,67 | 2,61 | 0  | 0 | 0 | 0   |
| Lettland   | Artūrs Irbe         | Salzburg  | 10 | 10  | 617 | 279 | 253 | 26 | 90,68 | 2,53 | 1  | 6 | 3 | 1   |
| Osterreich | Walter Bartholomäus | Capitals  | 4  | 2   | 120 | 75  | 67  | 8  | 89,33 | 4,00 | 0  | 0 | 2 | 0   |
| Osterreich | Claus Dalpiaz       | Innsbruck | 7  | 7   | 401 | 197 | 171 | 26 | 86,80 | 3,89 | 0  | 3 | 4 | 0   |
| Osterreich | Jürgen Penker       | Capitals  | 4  | 2   | 120 | 67  | 57  | 10 | 85,07 | 5,00 | 0  | 0 | 2 | 0   |

Legende:
GP = Spiele, GPI = tatsächliche Einsätze, MIP = Spielminuten, GA = Gegentore, GAA = Gegentorschnitt je 60 Minuten, SOG = Torschüsse, SVS = gehaltene Schüsse, SVS% = Fangquote, SO = Shutouts, W = Siege, L = Niederlagen, OTL = Niederlagen nach Verlängerung oder Penaltyschießen

## Meisterschaftsendstand

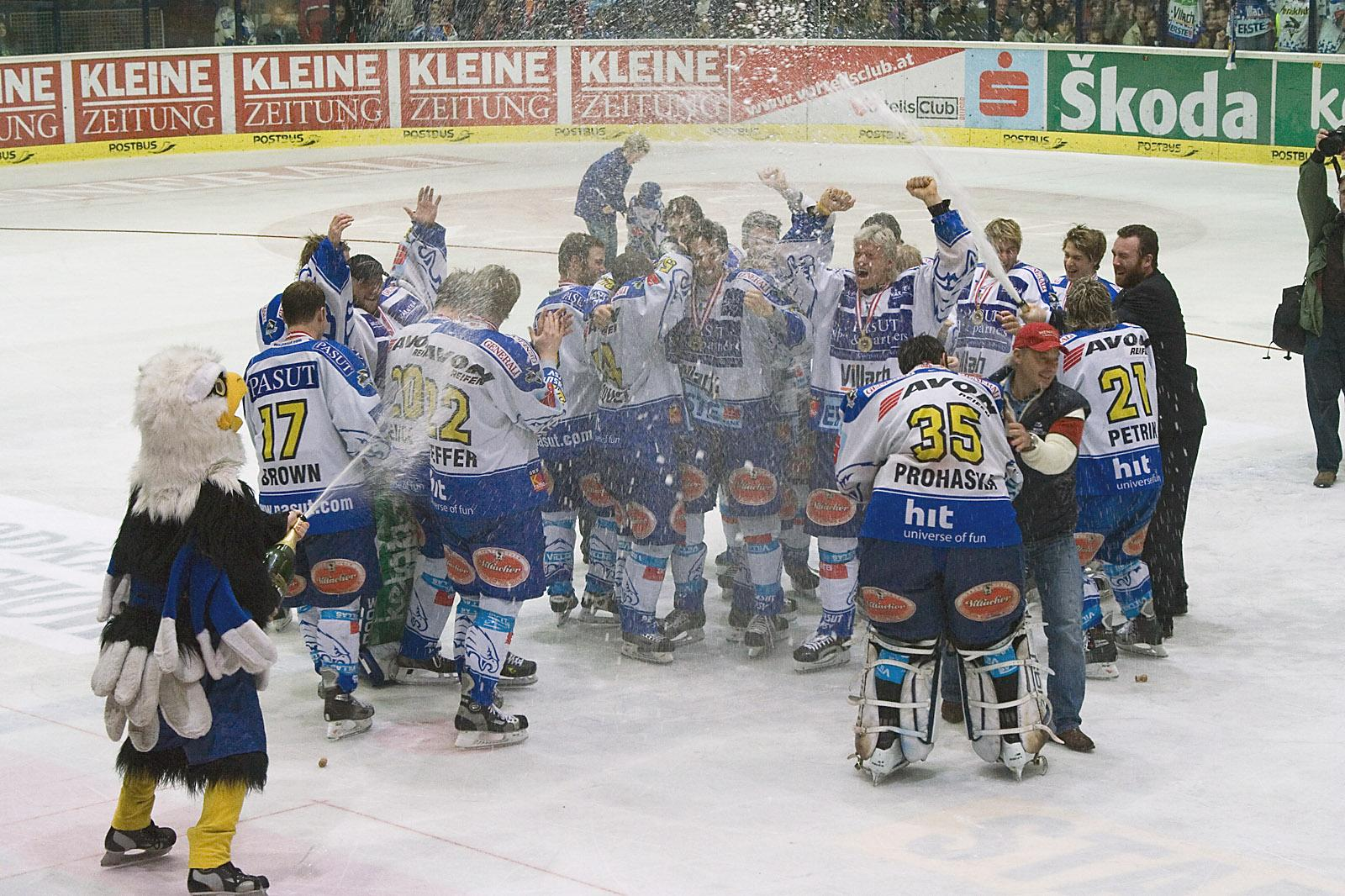
Der EC VSV feiert den Meistertitel.

1. EC VSV
2. EC Red Bull Salzburg
3. HC Innsbruck
4. Vienna Capitals
5. EC KAC
6. EHC Linz
7. EC Graz 99ers

## Kader des österreichischen Meisters
| Österreichischer Meister EC VSV | Torhüter: Gert Prohaska, Patrick Machreich Verteidiger: Darrel Scoville, Mike Stewart, Paul Ullrich, David Slivnik, Alexander Neubauer, Martin Oraže, Mickey Elick, Thomas Pfeffer, Herbert Hohenberger Angreifer: Thomas Raffl, Roland Kaspitz, Stefan Herzog, Daniel Nageler, Marc Brown, Nikolas Petrik, Günther Lanzinger, Daniel Gauthier, Wolfgang Kromp, Christoph Sivec, Stephané Roy, Markus Peintner, Markus Schlacher, Dany Bousquet, Andreas Judex Trainerteam: Greg Holst |

## Allstar-Game
- Siehe auch KELLY’S All-Star-Game

Zum ersten Mal überhaupt fand am 11. Februar ein Allstargame statt, bei dem das Österreichische Nationalteam (Team Austria) unter Jim Boni gegen eine von Kurt Harand und Greg Holst betreute Legionärsauswahl (nach dem Sponsor als Kelly's Allstars bezeichnet) antrat. Beide Teams wurden per Internet-Voting ermittelt.
| Team Austria | 8:6 (3:1, 4:3, 1:2)                                       | KELLY'S All-Stars |
| 1:0 G. Unterluggauer (9.) 2:1 M. Latusa (15.) 3:1 T. Koch (17.) 4:4 D. Welser (33.) 5:4 M. Trattnig (34.) 6:4 M. Szücs (34.) 7:4 D. Kalt (37.) 8:6 P. Lakos (60./EN) | 11. Februar 2006 Wien, Albert-Schultz-Halle 3.000 Zuseher | 1:1 F. Banham (14.) 3:2 B. Storey (23.) 3:3 M. Brown (28.) 3:4 F. Banham (31.) 7:5 D. Bousquet (51.) 7:6 D. Bousquet (57.) |
| Oliver Setzinger | Spieler des Abends                                        | Frank Banham |

## Zuschauer
Insgesamt wurden 186 Spiele ausgetragen, zu denen 605.890 Zuschauer erschienen waren. Mit dem daraus resultierenden Schnitt von 3.275 Zuschauern pro Spiel ist die Saison 2005/06 in diesem Kriterium die bisher erfolgreichste.
|      |                      | Zu Hause | Zu Hause     | Auswärts | Auswärts     | Gesamt | Gesamt    | Gesamt       |
| Rang | Team                 | Spiele   | Durchschnitt | Spiele   | Durchschnitt | Spiele | Zuschauer | Durchschnitt |
| ---- | -------------------- | -------- | ------------ | -------- | ------------ | ------ | --------- | ------------ |
| 1    | EC VSV               | 31       | 3.662        | 30       | 3.469        | 61     | 217.564   | 3.567        |
| 2    | EC KAC               | 24       | 3.640        | 24       | 3.321        | 48     | 167.057   | 3.480        |
| 3    | Vienna Capitals      | 26       | 3.852        | 27       | 2.961        | 53     | 180.095   | 3.398        |
| 4    | EHC Linz             | 24       | 3.125        | 24       | 3.229        | 48     | 152.500   | 3.177        |
| 5    | HC Innsbruck         | 27       | 3.177        | 28       | 3.118        | 55     | 173.079   | 3.147        |
| 6    | EC Red Bull Salzburg | 30       | 2.757        | 29       | 3.517        | 59     | 184.693   | 3.130        |
| 7    | EC Graz 99ers        | 24       | 2.375        | 24       | 2.956        | 48     | 127.950   | 2.666        |